# توني ماكنزي
توني ماكنزي (بالإنجليزية: Tony McKenzie)‏ مواليد 4 مارس 1963 في لستر، هو ملاكم محترف بريطاني سابق صنّف ضمن فئة وزن خفيف الوسط.

## إحصائيات
خاض خلال مسيرته 34 نزالا، فاز في 26 وتعادل في 1 وخسر في 7. فاز بالضربة القاضية في 19 نزالا.

## روابط خارجية
- توني ماكنزي على موقع بوكس ريك (الإنجليزية) (registration required)